# Victor Henri Friedel
Victor-Henri Friedel, né le 19 septembre 1867 à Bischwiller et mort le 15 avril 1947 à Paris 6e, est un pédagogue et philologue français.

## Biographie

### Origine
Il est le fils de Guillaume Friedel (1828-1909), professeur de gymnastique à Paris, et de Elisabeth Sumy. Il est l'arrière petit-fils de Johann-Daniel Friedel, tanneur à Strasbourg et le petit-fils de Madeleine Friedel. Celle-ci ayant fait une mésalliance, son fils Guillaume avait reçu le nom de jeune fille de la maman,.

### Etudes
Il poursuit des études à Strasbourg, il étudie la philosophie à l’université de Bonn (diplômé en 1890), au Collège de France et à l'EHESS à Paris. Il est docteur ès lettres de l'Université rhénane Frédéric-Guillaume de Bonn en 1892.

### Carrière
Il devient fonctionnaire dans l'Instruction publique. Il fait des cours d'allemand à l'École Alsacienne en 1894-1895, puis de philologie romane à la Sorbonne et à l'Université de Liverpool en 1895-1896. Il est archiviste (1901) puis sous-directeur au musée pédagogique. Il fait de nombreux voyages d'études en Espagne, en Autriche-Hongrie, au Royaume Uni. Entre 1900 et 1910, il participe comme organisateur ou comme conférencier à 8 expositions en France, Angleterre, Italie, Belgique et Etats-Unis.
De 1910 à 1911, il est chef de cabinet du ministre de l'Instruction publique, Maurice-Louis Faure. Pendant la guerre, il est officier interprète de réserve rattaché à l'état-major général. En 1920, il est détaché pour devenir le directeur de l'Institut d’enseignement commercial supérieur (IECS) qui venait d'être créé par la CCI de Strasbourg sous le nom de Institut alsacien de haut enseignement commercial, fonction qu'il occupe jusqu'à sa retraite en 1936,,,,. 

## Publications
Dès sa nomination au Musée pédagogique, il s'intéresse à la comparaison de la pédagogie dans différents pays européens, notamment en Prusse. Il poursuit ces enquêtes après la guerre de 1914-1918. Pendant la guerre, il publie sur la question de la culture et de l'enseignement en Alsace au sein de l'Allemagne,,.
Son ouvrage le plus connu est peut-être :
Victor Henri Friedel, Pédagogie de guerre allemande, 1917, 322 p. (ISBN 201195133X), réédité en 2016 par Hachette.
Ce livre a fait l'objet de recensions, en particulier au sujet du rôle important donné en Allemagne à l'éducation des femmes afin qu'elles puissent remplacer l'homme notamment en temps de guerre, et sur l'obligation de séances de gymnastique à l'école,. Il aurait influencé les Compagnons de l’Université Nouvelle,,.

## Distinctions
- Officier de la Légion d'honneur (décret du 27 décembre 1923) en qualité d'officier interprète de réserve ; la décoration est remise à Strasbourg, devant les troupes, le 28 janvier 1924 par le général Gaston d'Armau de Pouydraguin, qui a rappelé que Friedel avait « combattu très activement la propagande allemande pendant la guerre »[7]. Il était chevalier depuis le 16 mai 1910.
- Officier de l'Instruction publique
- Chevalier du Mérite agricole
- Commandeur du Nicham
- Chevalier de l'ordre de Léopold
- Chevalier de l'Etoile polaire de Suède
- Docteur en droit honoris causa de l'Université de St Andrews (1902)

## Vie privée
Il épouse en 1909 Madeleine Henriette Julie Fabre. Le couple a 5 enfants.

## Liens
- Ressource relative à la littérature :   - Projet de recherche en littérature de langue bretonne
- Ressource relative à la vie publique :   - base Léonore
- Ressource relative à la recherche :   - Persée
- Notices d'autorité :   - VIAF
  - ISNI
  - BnF (données)
  - IdRef
  - LCCN
  - GND
  - Pays-Bas
  - Vatican
  - WorldCat